# 中国棱蜥
中国棱蜥（学名：Tropidophorus sinicus）为石龙子科棱蜥属的爬行动物。分布于越南以及中国大陆的广西、广东、香港等地，一般栖息于山溪流水旁的浅水函中、碎石下、杂草丛中。其生存的海拔范围为450至1350米。该物种的模式产地在广东西江鼎湖山。
其种加词“Sinicus”意为“中华的”。

## 保护
本种于2023年被收录入《有重要生态、科学、社会价值的陆生野生动物名录》。